# Let It Be (filme)
Let It Be (Deixa Estar, no Brasil) é o quinto filme feito pelo grupo de rock inglês The Beatles. Lançado em maio de 1970 com direção de Michael Lindsay-Hogg, o filme foi lançado um ano após ser gravado junto com um álbum homônimo. Uma versão remasterizada do filme foi lançada no Disney+ em 8 de maio de 2024.

## História
Originalmente a ideia do filme era mostrar a banda gravando e criando um álbum em estúdio. Mas quando começaram as gravações os integrantes dos Beatles viviam em meio a uma série de conflitos e quando o filme foi lançado os Beatles já haviam se separado. O filme é então reconhecido como documentário sobre o fim da banda. As câmeras captaram discussões, desinteresse e uma briga entre Paul McCartney e George Harrison.
A parte final do documentário é um mini-show realizado no telhado do estúdio em Saville Row. As filmagens começaram em 2 de janeiro de 1969 e terminaram no final do mesmo mês. Algumas músicas gravadas durante as filmagens jamais foram lançadas oficialmente pelo grupo. As 28 horas de gravação foram editadas em 90 minutos de filme e várias músicas ficaram de fora tanto do filme quanto do álbum homônimo.
O filme foi dirigido por Michael Lindsay-Hogg. E contou com a participação de Billy Preston nos teclados. Yoko Ono, mulher de John Lennon é acusada também como um dos pivôs da separação do grupo e é vista em várias cenas do filme.

## Músicas do filme
- "Two of Us"
- "Dig a Pony"
- "Across the Universe"
- "I Me Mine"
- "Dig It"
- "Let It Be"
- "I've Got a Feeling"
- "One After 909"
- "The Long and Winding Road"
- "For You Blue"
- "Get Back"
- "Octopus's Garden"
- "Maxwell's Silver Hammer"
- "Besame Mucho"
- "Don't Let Me Down"
- "You've Really Got a Hold on Me"

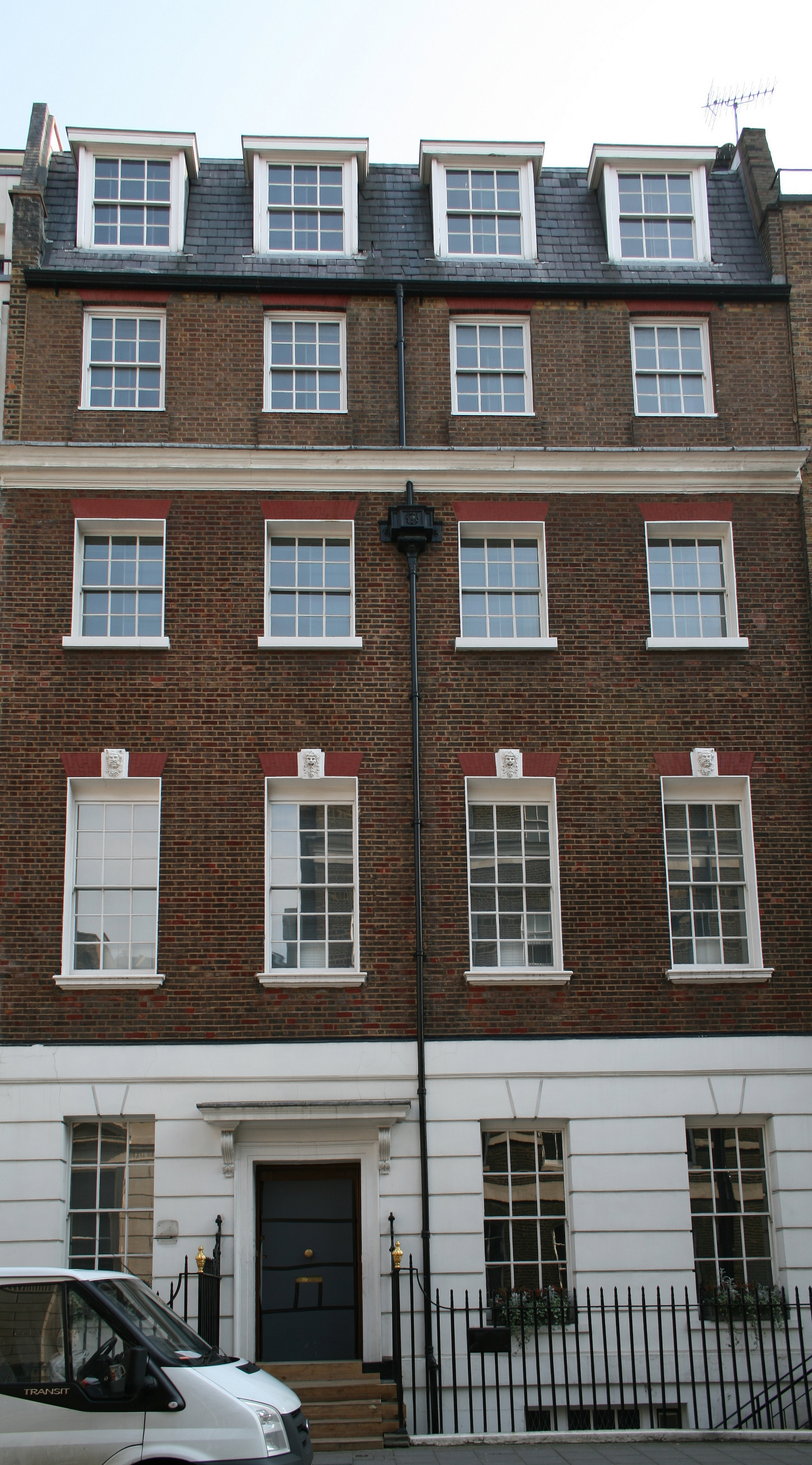
Antigo edifício da Apple Corps em cujo telhado foi realizada a última apresentação ao vivo da banda The Beatles, tal como foi mostrado no filme Let It Be

- Medley: "Kansas City/Hey, Hey, Hey, Hey"

## Prêmios e indicações

### Prêmios
Oscar
- Melhor Trilha Sonora Adaptada: The Beatles (1971)[3]

 Grammy
- Melhor Trilha Orquestrada de Mídia Visual: 1971[4]